# Valentin Vodnik
Valentin Vodnik (Oberschischka, 1758. február 3. – Laibach, 1819. január 8.) az első jelentős szlovén költő, a nemzeti újjászületés híve, tanár, szótárkészítő és szerkesztő.

## Élete
1758-ban született a Ljubljanához (akkori nevén Laibach) közeli Zgornja Šiškában paraszti-iparos családban. Az általános iskolát Laibachban végezte, de az iskola mellett tanította nagybátyja is. Már gimnáziumban felkeltette érdeklődését a poétika és a retorika. A középiskola elvégzése után az egyik ferences kolostorba jelentkezett és szolgált Rudolfswerthben (ma Novo Mesto), Laibachban, Steinban (ma Kamnik) és Gorizia mellett lelkészként. Filozófiát és teológiát hallgatott, mellette megtanult orgonálni. Lelkészként dolgozott Laibachban, Veldesben (ma Bled), Sorában, Reifnitzben (ma Ribnica) és 1793-tól Kopriunigban (ma Koprivnik Bohinj mellett). Itt kapcsolatba került Žiga Zioisszal, aki később segítette, hogy áthelyezzék Laibachba, ahol 1797-ben gimnáziumi tanár lett. Blaž Kumerdejjel közösen elérték, hogy a krajnai általános és középiskolákban a tanítás nyelve szlovén legyen. Igazgató és iskolai felügyelő lett. Krajna 1809-től 1814-ig tartó francia megszállását (melynek keretében megszervezték az Illír tartományokat) Vodnik pozitívan értékelte, mert a franciák az osztrákokkal ellentétben tág lehetőségeket adtak a szlovén nyelvnek.
Amikor az osztrákok visszafoglalták Laibachot Napóleon seregeitől Vodniknak felelnie kellett azért, mert a franciákat támogatta. 1815-ben megtiltották, hogy további pedagógiai tevékenységet végezzék. Ezután visszavonultan élt egész agyvérzés következtében beállt haláláig.

## Munkássága
Vodnik munkássága változatos. Ő írta a Veliko praktiko illetve Malo praktiko című műveket. Az ő nevéhez fűződik az első szlovén újság, mely Ljubljanske novice címmel hetente kétszer jelent meg 1797 és 1800  között. 1799-ben szakácskönyvet jelentetett meg, Kuharske bukve címmel. Babištvo címmel 1818-ban jelent meg gyermekgondozásról szóló kézikönyve. Anyagot gyűjtött egy szlovén-német-latin szótárhoz. Összeállított néhány tankönyvet, ilyen például az Abecedo za perve šole (Ábécéskönyv általános iskolásoknak) és nyelvtankönyvet: Pismenost in gramatika za perve šole (Írástan és grammatika általános iskolásoknak). Mindezek mellett mégis költőként a legismertebb. Pohlin hatására kezdett el verseket írni. Első versei is Marko Pohlin Pisanice című évkönyvében jelentek meg, közülük a legismertebb a Zadovolne Krajnc. 1806-ban adta ki az első szlovén verseskötetet Pesme za pokušino címmel.

## Fordítás
- Ez a szócikk részben vagy egészben  a   Valentin Vodnik című szlovén Wikipédia-szócikk fordításán alapul.  Az eredeti cikk szerkesztőit annak laptörténete sorolja fel. Ez a jelzés csupán a megfogalmazás eredetét és a szerzői jogokat jelzi, nem szolgál a cikkben szereplő információk forrásmegjelöléseként.